# Anna Maria Ichino

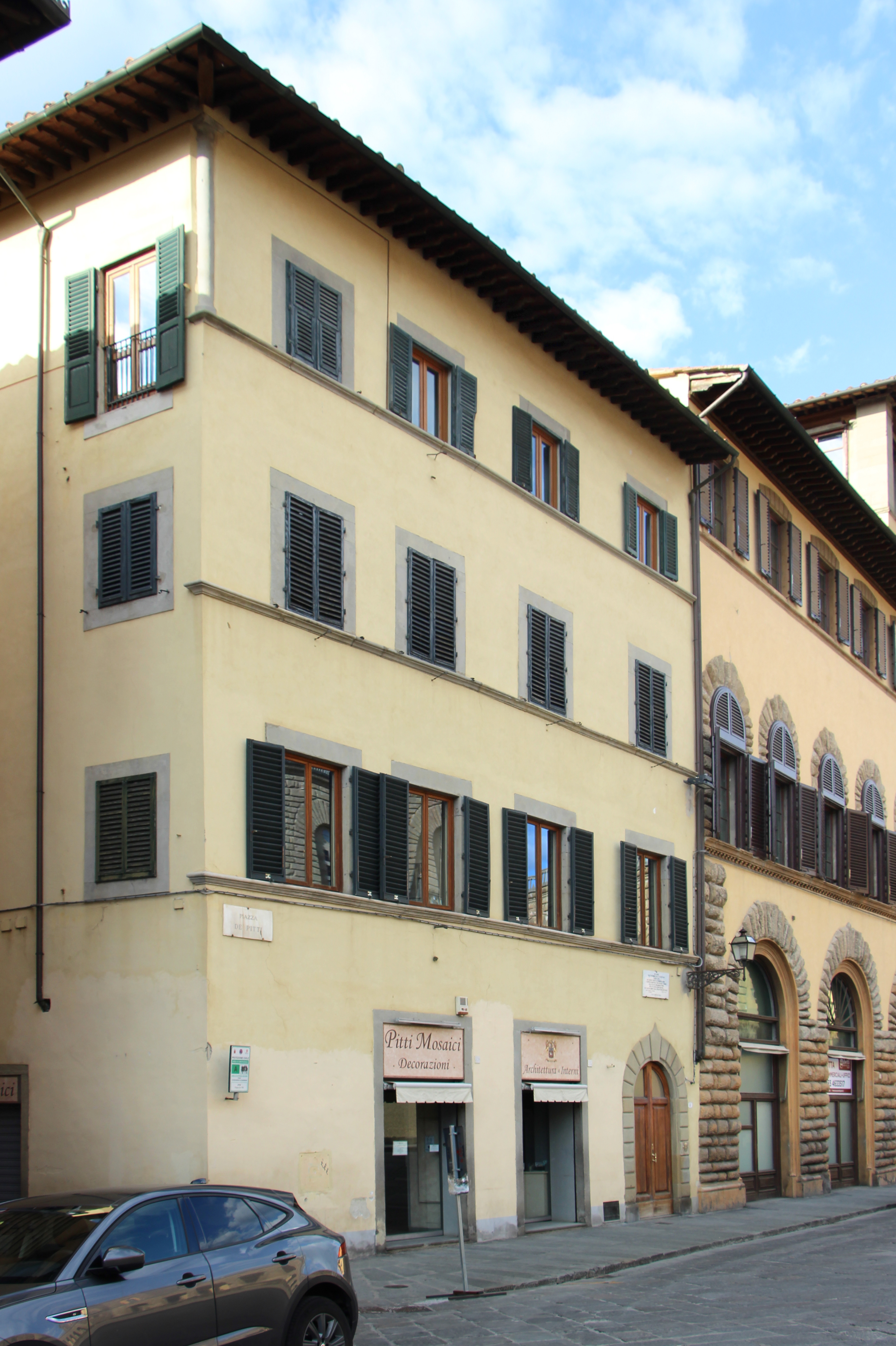
Casa Ichino, piazza Pitti 14, Firenze

Anna Maria Ichino (Firenze, 1º settembre 1912 – Firenze, 3 giugno 1970) è stata una giornalista e antifascista italiana.

## Biografia
Crebbe in una famiglia benestante, ultima di tre figli, nella villa Stabbia a Vangile, presso Montecatini Terme. Dopo la morte del padre, nel 1919, Anna Maria ebbe un'educazione nella media, in tempi in cui per le ragazze si cercava soprattutto un vantaggioso matrimonio. Nel 1935 tuttavia la famiglia ebbe un tracollo economico, poiché la madre Cordelia fu convinta ad investire in concessioni minerarie in Mozambico rivelatesi poi inesistenti. Partita comunque per l'Africa, Cordelia si mantenne esportando conchiglie per produrre cammei, soprattutto per i laboratori di Torre del Greco e nonostante fosse nominata vice console italiano in Mozambico, tornò poi in Italia nel 1947 senza un soldo. 
Anna Maria trovò ospitalità nel frattempo a Firenze, in casa dello zio paterno in via dei Rondinelli 6. A sedici anni fu profondamente colpita dall'assistere all'uccisione di un antifascista, e non ebbe paura di testimoniare contro il colpevole in tribunale, nonostante il clima di intimidazioni, ma la sua parola non fu ritenuta attendibile poiché troppo giovane. Nel 1938, alla morte dello zio, Anna Maria e i suoi fratelli si divisero la cospicua eredità di 50.000 lire, che permise a lei e al fratello maggiore Pietro di affittare un grande appartamento di 14 stanze in piazza Pitti 14. Da allora quell'abitazione divenne un punto di ritrovo per un gruppo di giovani antifascisti e intellettuali, tra cui Orietta Alliata, Giovanni Guaita, Giuliano Briganti, Jeannette Nannoli Modigliani (figlia del pittore Amedeo Modigliani, perseguitata dal fascismo per la sua origine ebraica e poi attiva nella Resistenza francese). In particolare Anna Maria mise su un piccolo laboratorio per la produzione dell'inchiostro, con episodicamente si producevano anche materiali e azioni antifascisti, come la rischiosa pittura di uno slogan in via Cesare Battisti: «Pane, pace, libertà. Morte al Duce, morte al fascismo».
Dopo l'8 settembre 1943, le forze antifasciste cercarono di strutturarsi, e la casa di Anna Maria divenne un punto di riferimento per l’organizzazione del Partito d'Azione. Con Orietta Alliata, copiò più di una volta il Manifesto del Movimento Liberalsocialista di Guido Calogero e Aldo Capitini, offrì rifugio a soldati alleati in fuga dai campi di prigionia e ospitò ebrei. Ad esempio la giornalista e scrittrice Wanda Lattes e la sua famiglia furono salvate da Anna Maria, trovando rifugio proprio nell’appartamento di piazza Pitti. Nella sua casa passarono armi, volantini e documenti di vario tipo, tra cui la carta d’identità falsa di Carlo Levi (dicembre 1943), che permise a Levi di fuggire dal confino ad Aliano in Basilicata, dove era stato spedito per attività antifascista. Proprio in quella casa Levi, spinto da Anna Maria e dall’amico scrittore Manlio Cancogni, scrisse il notissimo romanzo Cristo si è fermato a Eboli, uno dei capolavori della letteratura italiana che racconta l’esperienza del confino (circostanza ricordata oggi da una lapide sulla casa). Il manoscritto venne dattiloscritto da Anna Maria e pubblicato nel 1945. Nel frattempo, Anna Maria e Carlo Levi intrapresero una relazione.
Tra gli altri che trovarono rifugio in casa Ichino ci furono Eugenio Montale, Carlo Ludovico Ragghianti, Ranuccio Bianchi Bandinelli, Cesare Fasola e Umberto Saba con la moglie e la figlia Linuccia, di cui Carlo Levi si innamorò, ponendo fine alla sua storia con Anna Maria, nonostante essa desse alla luce un bambino, chiamato Paolo, che morì a soli dieci mesi il 17 agosto 1944, nel pieno della battaglia per la liberazione di Firenze, per dissenteria e assenza di medicine. La stessa sepoltura dell'infante fu dolorosamente improvvisata, essendo interrotti i collegamenti con la metà maggiore della città per la distruzione dei ponti, con Carlo Levi e Manlio Cancogni che disposero la salma in una cassetta interrata al Bobolino. 
Dopo la Liberazione Anna Maria Ichino si dedicò alla ricostruzione del Partito d'Azione in provincia. Lavorò alla redazione de La Nazione del Popolo, giornale del Comitato Toscano di Liberazione Nazionale, e scrisse anche sul Non Mollare, il giornale del partito. Inoltre, lavorò a Prato per l'UNRRA, l’organizzazione delle Nazioni Unite per l’assistenza alle popolazioni colpite dalla guerra. Nel 1947 ebbe un secondo figlio, Alessandro. 
La sua casa, divenuta “La pensione”, continuò ad essere un ambiente vivace e aperto, frequentato da giovani, artisti e studiosi, che rispecchiava la sua personalità non convenzionale. Anna Maria gestì la pensione fino alla sua morte, avvenuta il 3 giugno 1970.
Nel 2018, il Comune di Firenze ha intitolato a suo nome la piazzetta a lato di palazzo Pitti, in angolo con piazza San Felice.